# Hartlepool (circonscription britannique)
Circonscription parlementaire de la Chambre des communes
La circonscription d'Hartlepool est une circonscription électorale anglaise située dans le comté de Durham et depuis 2021 représentée à la Chambre des communes du Parlement britannique par Jill Mortimer.

## Liste des députés
| Élection                                   | Élection  | MP              | Parti              |
| ------------------------------------------ | --------- | --------------- | ------------------ |
| Airdrie and Shotts issue de Monklands East |           |                 |                    |
|                                            | fév. 1974 | Ted Leadbitter  | Parti travailliste |
|                                            | 1992      | Peter Mandelson | Parti travailliste |
|                                            | 2004      | Iain Wright     | Parti travailliste |
|                                            | 2017      | Mike Hill       | Parti travailliste |
|                                            | 2021      | Jill Mortimer   | Parti conservateur |